# Miejsce na ziemi
Miejsce na ziemi (en polonès Un lloc a la terra) és una pel·lícula polonesa de drama psicològic dirigida per Stanisław Różewicz i estrenada el 1960. Va formar part de la selecció oficial al Festival Internacional de Cinema de Sant Sebastià 1960.

## Argument
Andrzej, de 17 anys, es rebel·la contra l'ambient de casa. Roba una moto, és condemnat i va diverses vegades al centre de detenció de menors. Després de la mort de la seva mare, se'n va amb el seu oncle que és pescador. Ajuda a reparar el tallador de peix, però com a conseqüència de la seva imprudència, la barca es destrueix i les xarxes són robades.

## Repartiment
- Stefan Friedmann − Andrzej
- Bolesław Płotnicki − Gustaw Studziński, oncle d'Andrzej
- Kazimierz Fabisiak − Pescador Edmund
- Piotr Połoński − Pescador Aleksander
- Stanisław Daczyński − Director del correccional
- Jadwiga Andrzejewska − Hela, mare d'Andrzej
- Barbara Halmirska − veïna Andrzeja
- Janusz Kłosiński − amo de la posada "Pod Dębem"
- Krystyna Cierniak −
- Jan Kociniak −
- Andrzej Jurczak −
- Ryszard Pietruski −